# 森特莫里奇斯 (紐約州)
森特莫里奇斯（英語：Center Moriches）是位於美國紐約州薩福克縣的普查規定居民點。

## 人口
根據2020年美國人口普查的數據，森特莫里奇斯的面積為15.65平方千米，當中陸地面積為15.63平方千米，而水域面積為0.02平方千米。當地共有人口8046人，而人口密度為每平方千米514.12人。